# 虎皮条纹

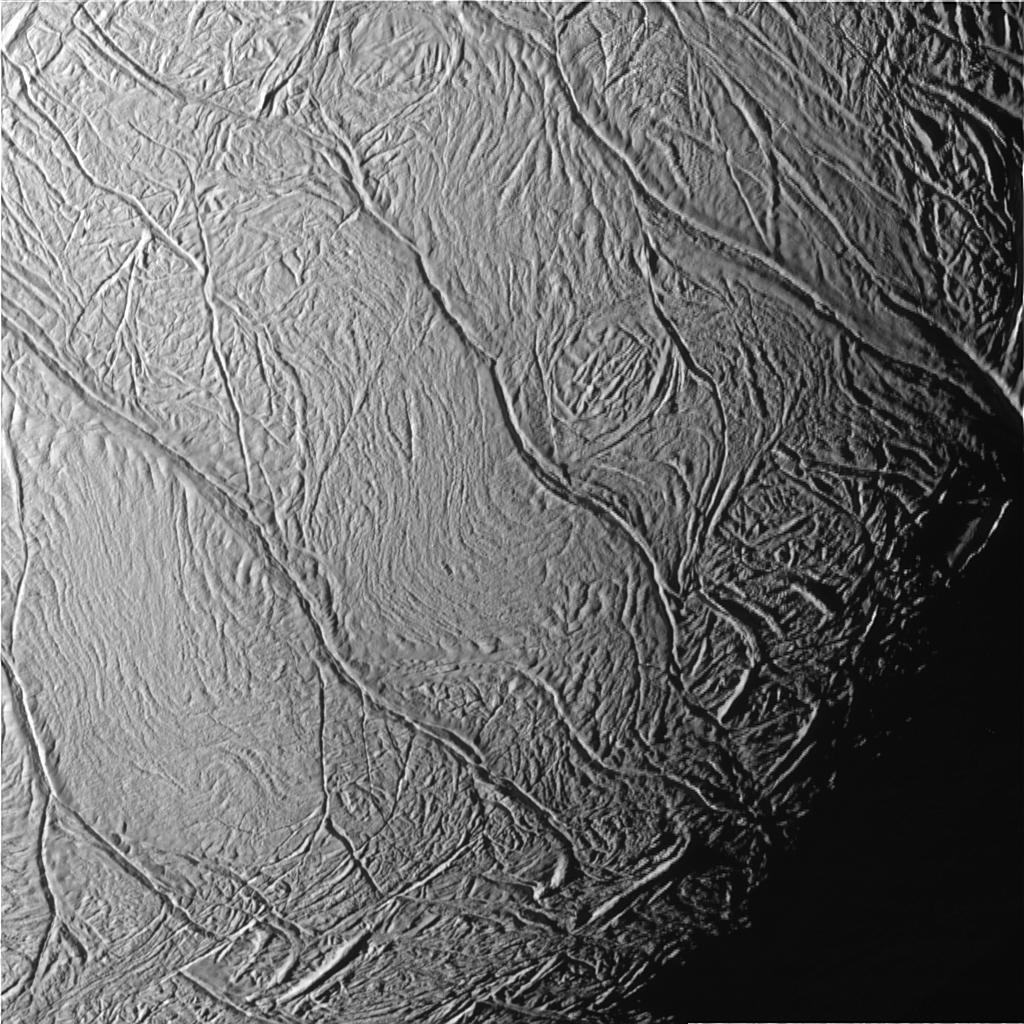
卡西尼看見的土衛二南極區和虎皮條紋

虎皮條紋是土星的衛星恩克拉多斯在南極區消逝的四條次級平行線，這些條紋是卡西尼號太空船在2005年5月20日首度被發現的。當時使用的是科學影像子系統（ISS）照相機（在早期的一次飛掠中已側視看見），這些特徵在低解析度的影像中與周圍的地形對比已經是值得注意的明亮地區。在2005年7月14日飛掠恩克拉多斯時，卡西尼號以各種不同的儀器獲得高解析的影像。這些觀測顯示虎皮條紋是中央破裂的低土坎。綜合紅外分光儀（CIRS）的觀測顯示虎皮條紋有著較高的溫度，顯示恩克拉多斯有冰火山出現在虎皮條紋的中心。

## 命名
虎皮條紋的非官方的機構名稱是根據它們獨特的反射率所給與這四個地形的名稱。恩克拉多斯的溝（次平行的是犁溝和土坎）參考阿拉伯之夜中提到的國家或城市，被命名的有撒馬爾罕溝和哈爾蘭溝。相應的，在2006年11月，虎皮條紋的官方名稱被公布為亞歷山卓溝、開羅溝、巴格達溝和大馬士革溝（樟腦溝是亞歷山大溝分支出的一個更小的地形）。巴格達溝和大馬士革溝是最活躍的，而亞歷山卓溝是最不活躍的。

## 外觀和地質

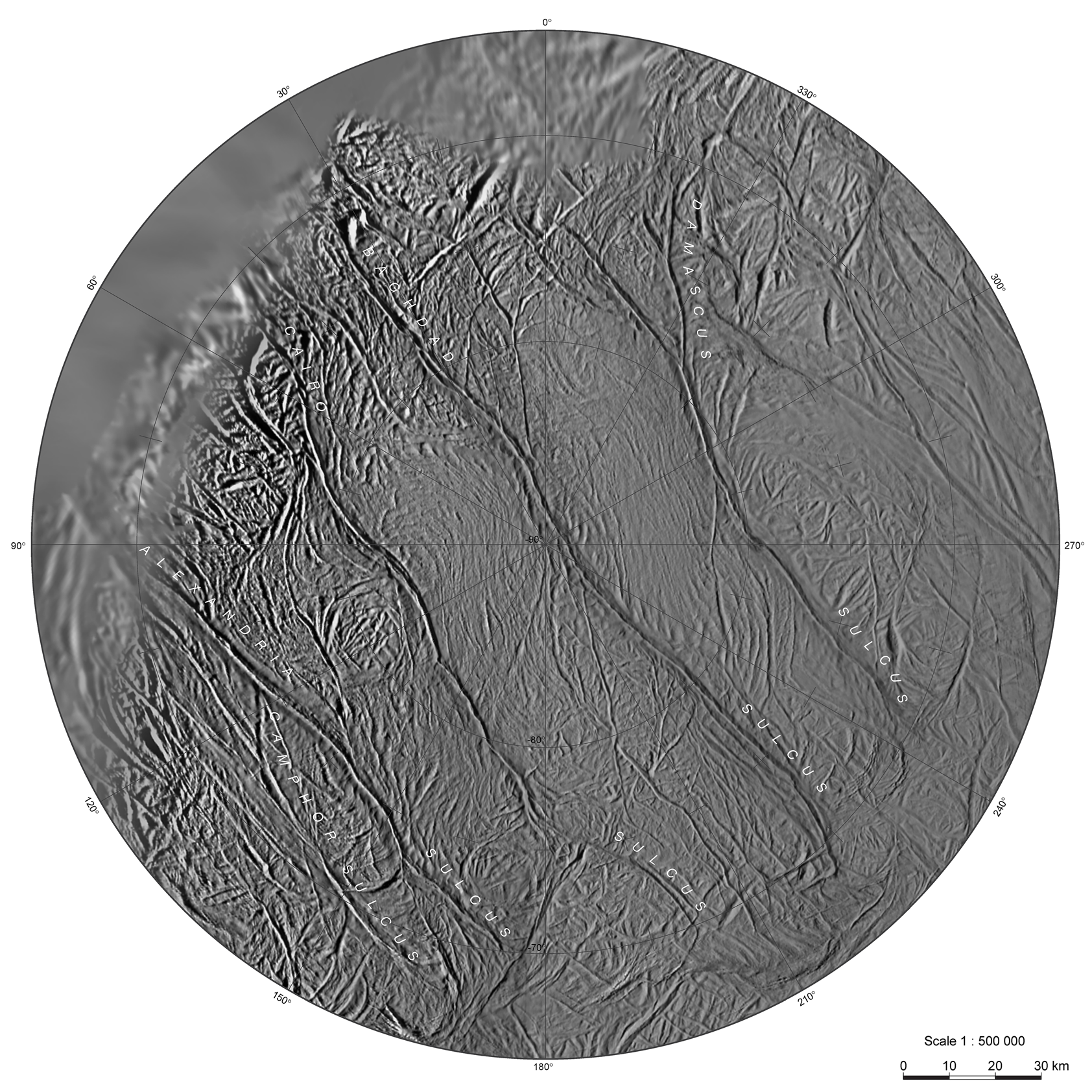
恩克拉多斯南半球的綜合地圖（2007年）。

從卡西尼的ISS照相機發布的照片顯示這4條虎皮條紋是一系列的次級平行條紋，並以線性消逝在兩側的低土坎。平均而言，每條虎皮條紋的長度是130公里長，2公里寬，500公尺深；兩側的土坎平均100公尺高，2-4公里寬。從它們的外觀和地質，被認定是在重度扭曲的構造地域之內，虎皮條紋可能是構造的裂縫。然而，它們與內熱的交互作用巨大，羽狀的水蒸氣建議虎皮條紋可能是恩克拉多斯岩石圈裂痕的結果，條紋之間的距離大約是35公里。每條虎皮條紋的末端都在不同的背土星面和下土星半球。在背土星半球，條紋以彎曲的鉤子形狀終止，在下土星伴球則呈樹枝的分支狀。
實際上，在虎皮條紋的附近沒有發現撞擊坑，建議這些表面非常的年輕。根據表面隕石坑的計數估計表面年齡，依據月面坑洞的形成密度假設的年齡是4百萬至1億年之間，但以常態的隕石坑密度估計只有50至100萬年之間.。

## 組成
另一個從恩希拉督斯的表面分辨虎皮條紋的方法是從它異常於其他地形的構造。恩克拉多斯的表面幾乎被細小的水冰顆粒毯子包滿了，環繞在虎皮條紋周圍的土坎則尚在形成顆粒，是水冰的結晶線。這些物質在卡西尼的IR3濾鏡（中心波長是930奈米）下是黑暗的，虎皮條紋在透明的濾鏡下呈現黑暗的外觀，以藍-綠色的假色呈現，近紫外線、綠色、近紅外影像。視覺和紅外線影像分光儀（VIMS）也檢測出在虎皮條紋內有被禁錮的二氧化碳冰和簡單的有機物，而在恩克拉多斯表面的其他地區都還未曾測出任何簡單的有機物。
沿著虎皮條紋偵測到的結晶水冰線也提供年齡的限制，水冰結晶線在冷卻中會逐漸失去結晶的構造，並且受到土星磁場環境的影響。這種從結經變成無定形的細冰被認為需要數十年至一千年的時間。

## 冰火山
卡西尼號在2005年7月14日飛越恩克拉多斯的觀測發現在虎皮條紋的中心有一個冰火山的活越區域。CIRS的儀器顯示整個虎皮條紋區域（南緯70° 以南）的溫度比只有陽光照射下的為高，高解析的觀測顯示最熱的物質接近恩克拉多斯的南極，位於虎皮條紋裂縫之內。由CIRS的數據觀測到的色溫在113-157K之間，最高溫度比與期的恩克拉多斯在這個區域的溫度高了68度。
來自ISS、離子和中性質譜儀（INMS）和宇宙塵分析儀（CDA）的數據顯示有羽狀的水蒸氣、冰、甲烷、二氧化碳、和氮從虎皮條紋區發出，可能就來自虎皮條紋本身。由羽狀物的物質總量建議羽狀物是由接近表面的液體水產生的
Kieffer等人（2006年）建議了另一種選擇，認為恩克拉多斯的噴泉起源於含水的籠形化合物，包括二氧化碳、甲烷、和氮都由裂縫釋放出而曝露在真空的太空之中。

## 註解
1. 1 2 3 4 5 6 7 8  Porco, C. C.; et al.. . Science (AAAS). 2006-03-10, 311 (5766): 1393–1401  [2008-09-13]. doi:10.1126/science.1123013. （原始内容存档于2008-12-08）.
2. ↑  J. Perry, "New Enceladus Raw Images" （页面存档备份，存于）. 23 May 2005. Retrieved March 22, 2006
3. 1 2  J. R. Spencer et al., Science 311, 1401 (2006).
4. ↑  . SaturnToday.Com. SpaceRef Interactive Inc. 2006-11-17  [2008-09-20]. （原始内容存档于2012-09-13）.
5. 1 2  R. H. Brown et al., Science 311 1425 (2006).
6. ↑  Cassini Finds Enceladus Tiger Stripes are Really Cubs （页面存档备份，存于）.  Retrieved March 22, 2006.
7. ↑  NASA's Cassini Images Reveal Spectacular Evidence of an Active Moon （页面存档备份，存于）. 6 December 2005. Retrieved March 22, 2006.
8. ↑  Kieffer, Susan W.; Xinli Lu, Craig M. Bethke, John R. Spencer, Stephen Marshak, Alexandra Navrotsky. . Science. 2006, 314 (5806): 1764–1766  [2009-05-04]. doi:10.1126/science.1133519. （原始内容存档于2010-08-14）.